# Parma sevanská
Parma sevanská (Barbus goktschaicus; Kessler, 1877) je nedravá sladkovodní ryba z čeledi kaprovitých. Žije v jezeře Sevan (v turečtině Gökçe) a v některých jeho přítocích. Je endemitem Arménie a je zanesena v Červeném seznamu Arménie jako zranitelná..